# جان الکساندر (بازیکن فوتبال، زاده ۱۹۵۵)
جان الکساندر (انگلیسی: John Alexander؛ زادهٔ ۵ اکتبر ۱۹۵۵) بازیکن فوتبال اهل بریتانیا است.
از باشگاه‌هایی که در آن بازی کرده‌است می‌توان به باشگاه فوتبال میلوال، باشگاه فوتبال نورث‌همپتون تاون، باشگاه فوتبال منچستر یونایتد، و باشگاه فوتبال ردینگ اشاره کرد.